# Kazașko, Varna
Kazașko (în bulgară Казашко) este un sat în comuna Varna, regiunea Varna,  Bulgaria. 

## Demografie
Componența etnică a satului Kazașko
     Bulgari (72,75%)
     Nicio identificare (10,77%)
     Altele (16,46%)
La recensământul din 2011, populația satului Kazașko era de 334 locuitori. Din punct de vedere etnic, majoritatea locuitorilor (72,75%) erau bulgari. Pentru 10,77% din locuitori nu este cunoscută apartenența etnică.